# Hertha Thiele

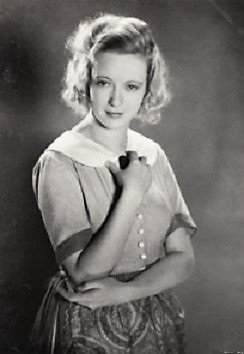
Hertha Thiele Schmoll

Hertha Thiele (8 de mayo de 1908 - 5 de agosto de 1984) fue una actriz alemana. Es conocida por protagonizar las entonces controvertidas obras de teatro y películas de la República de Weimar en Alemania y los primeros años del Tercer Reich. Después de la partición de Alemania de la posguerra, Thiele se convirtió en una estrella de televisión en Alemania Oriental. Es mejor recordada por su interpretación de Manuela en la película de temática lésbica Muchachas de uniforme (Mädchen in Uniform)) en 1931, considerada la primera película de temática lésbica de la historia del cine.

## Trayectoria profesional
Thiele comenzó su carrera como actriz profesional en 1928 como actriz de teatro en Leipzig. En 1931, le dieron el papel principal en Gestern und heute, la adaptación cinematográfica de una obra de teatro que había hecho allí, pero que ahora se llama Mädchen in Uniform, un cuento ambientado en un internado prusiano para niñas. La película tuvo un elenco exclusivamente femenino, y Thiele interpretó a Manuela, una colegiala de 14 años profundamente enamorada de su maestra Fräulein von Bernburg, interpretada por Dorothea Wieck. Mädchen in Uniform se distribuyó internacionalmente y brevemente convirtió a Thiele en una estrella. Recibió miles de cartas de fans, en su mayoría de mujeres.
En 1932, actuó junto a Ernst Busch en Kuhle Wampe de Bertolt Brecht. En 1933, Thiele tuvo un papel protagonista en Kleiner Mann, ¿era monja? y se reunió con Dorothea Wieck en Anna and Elizabeth, otra película de temática lésbica que fue prohibida por los nazis poco después de su estreno y que luego dijo que era la obra más importante de su carrera. También continuó trabajando en teatro durante la década de 1930, incluyendo producciones con Max Reinhardt ( Harmonie, 1932) y Veit Harlan (Veronika, 1935).
Su carrera se vio frustrada cuando el gobierno nazi se acercó a ella con repetidas solicitudes para ayudar en la producción de propaganda nacionalsocialista. Durante una reunión con el ministro de propaganda Joseph Goebbels, quien aconsejó a Thiele que se "familiarizara" con el nacionalsocialismo, ella respondió: "No soplo con el viento cada vez que cambia de dirección". Aunque hizo esfuerzos para llegar a un entendimiento viable con Goebbels, los nazis habían llegado a ver su trabajo como subversivo en su mayoría, y fue excluida del Reichstheater y Reichsfilmkammer. En 1937, se fue de Alemania a Suiza. Pasaron otros cinco años antes de que pudiera encontrar trabajo como actriz en Berna.

## Fama posterior en Alemania del Este
Hertha Thiele regresó a Alemania Oriental después de la guerra, pero no tuvo éxito en sus esfuerzos por trabajar en el teatro. Regresó a Suiza y trabajó como asistente de enfermería psiquiátrica durante la mayor parte de las décadas de 1950 y 1960. En 1966, Thiele regresó nuevamente a la RDA, trabajando en producciones teatrales en Magdeburgo y Leipzig. Durante la década de 1970, a menudo se la veía en la televisión de Alemania Oriental actuando en diversas series y películas de televisión que eran prácticamente desconocidas en Alemania Occidental, incluida la popular Polizeiruf 110. En 1975, el trabajo de Thiele apareció en el documental de televisión Das Herz auf der linken Seite y en 1983 Deutsche Kinemathek publicó una monografía sobre su vida y obra.
Según los informes, Thiele se casó más de una vez. Uno de sus maridos fue el actor Heinz Klingenberg.
En los últimos años de su vida, las feministas occidentales que investigaban la historia de la película Muchachas de uniforme la buscaron, y disfrutó de una pequeña celebridad de culto renovada antes de morir en 1984.
En 1998, las historiadoras del cine alemán Heide Schlüpmann y Karola Gramman señalaron que "su éxito como actriz bien podría haberse basado en su imagen, que satisfacía los deseos homoeróticos de hombres y mujeres, aunque quizás más los de las mujeres". Hertha Thiele nos dijo que le hubiera gustado rodar una escena de amor con un hombre, una vez en su vida: su imagen, moldeada por los hombres, no le permitió cumplir este deseo ”.

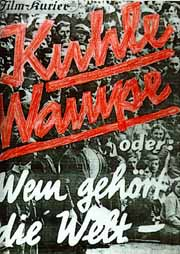
Póster de la película Kuhle Wampe or Who Owns the World?

## Filmografía antes de 1937
- Mädchen in Uniform (1931) directed by Leontine Sagan[5]
- Kuhle Wampe (1932) written by Bertolt Brecht
- Mrs. Lehmann's Daughters (1932)
- Man Without a Name (1932)
- The Eleven Schill Officers (1932)
- The First Right of the Child (1932)
- Little Man, What Now? (1933)
- Anna and Elizabeth (1933)
- Ripening Youth (1933)
- Elisabeth und der Narr (1933)

## Filmografía después de 1966
- Geheimcode b 13 (1967)
- Der Mörder sitzt im Wembley-Stadion (1970)
- Herr Peter Squenz (1971)
- Husaren in Berlin (1971)
- Istanbul-Masche (1971)
- Lützower (1972)
- Florentiner 73 (1972)
- Reife Kirschen (1972)
- The Legend of Paul and Paula (1973)
- Neues aus der Florentiner 73 (1974)
- Die Bibliothekarin (1976)
- Hostess (1976)
- Die unverbesserliche Barbara (1977)
- Don Juan, Karl-Liebknecht-Str. 78 (1979)
- Insel im See (1980)

## Serie de televisión de Alemania del Este
- Polizeiruf 110: Minuten zu spät (1972)
- Die Verschworenen (1972)
- Adam und Eva (1973)
- Der Staatsanwalt hat das Wort: ...und wenn ich nein sage? (1973)
- Polizeiruf 110: Schwarze Ladung (1976)